# Kac Vegas
Kac Vegas (ang. The Hangover) – film komediowy produkcji amerykańsko-niemieckiej z 2009 r. w reżyserii Todda Phillipsa. Film otrzymał Złoty Glob dla Najlepszego filmu komediowego lub musicalu (2009).

## Fabuła
Czterech przyjaciół wyrusza do Las Vegas na wieczór kawalerski Douga. Następnego ranka Phil, Stu i Alan budzą się z okropnym bólem głowy, a jedyne, co pamiętają z poprzedniego wieczoru, to toast, który wypili na dachu hotelu, w którym się zameldowali. Jednak to nie koniec niespodzianek, bowiem okazuje się, że pokój hotelowy jest zdemolowany, w łazience siedzi żywy tygrys, a z szafy dobiega płacz dziecka. Na dodatek pan młody, Doug, gdzieś zniknął. Przyjaciele zaczynają go szukać i przy okazji dowiadują się, że jeden z nich poślubił striptizerkę, drugi miał doświadczenie homoseksualne, a całą paczkę ściga lichwiarz-gangster.

## Obsada
- Bradley Cooper – Phil Wenneck
- Justin Bartha – Doug Billings
- Ed Helms – Stu Price
- Zach Galifianakis – Alan Garner
- Heather Graham – Jade
- Jeffrey Tambor – Sid Garner
- Rachael Harris – Melissa
- Ken Jeong – Leslie Chow
- Mike Tyson – on sam
- Sondra Currie – Linda Garner
- Bryan Callen – Eddie
- Sasha Barrese – Tracy
- Mike Epps – Czarny Doug
- Mat Walsh – dr Valsh
- Cleo King – of. Garden
- Rob Riggle – of. Franklin